# Rhynchocryptus niger
Rhynchocryptus niger är en stekelart som först beskrevs av Morley 1916.  Rhynchocryptus niger ingår i släktet Rhynchocryptus och familjen brokparasitsteklar. Inga underarter finns listade i Catalogue of Life.